# الخفاجية (إيران)
الخفاجية هي مدينة عربية إيرانية تقع في البلدة المركزية من مقاطعة دشت آزادغان في محافظة خوزستان كما يطلق عليها قضاء ميسان. حسب إحصاءات المركز الرسمي للإحصاءات الإيرانية في 2006 كان يسكن الخفاجية 43591 شخص.